# Topino
El Topino es un río de la Umbría, en la Italia central. Fue conocido en los tiempos antiguos como Timia y es mencionado por Dante Alighieri en el Canto XI del Paraíso (Divina Comedia).
Nace en las laderas del Monte Pennino, a 649 m s. n. m. en el territorio de Nocera Umbra. Los afluentes del Topino incluyen el Menotre y el Clitunno. Después de pasar a través de los municipios de Valtopina, Foligno, Bevagna, Cannara y Bettona, se une al Chiascio antes de desembocar en el Tíber.